# Bertrand Tavernier
Pour les articles homonymes, voir Tavernier.
Bertrand Tavernier est un réalisateur, scénariste, producteur et écrivain français, né le 25 avril 1941 à Lyon 6e, et mort le 25 mars 2021 à Sainte-Maxime (Var).
Fils de l'écrivain et résistant lyonnais René Tavernier, il est d'abord assistant-réalisateur, attaché de presse (notamment pour Stanley Kubrick) et critique avant de passer à la mise en scène avec L'Horloger de Saint-Paul, son premier succès critique, à l'origine d'une longue collaboration avec l'acteur Philippe Noiret (Que la fête commence..., Le Juge et l'Assassin, Coup de torchon, La Vie et rien d'autre, La Fille de d'Artagnan).
Éclectique, il a abordé plusieurs genres cinématographiques, de la comédie dramatique (Un dimanche à la campagne, Daddy nostalgie) au film de guerre (Capitaine Conan) en passant par le film historique (Laissez-passer, La Princesse de Montpensier) ou le polar (L.627, L'Appât). Plusieurs de ses films ont été récompensés, en France et à l'étranger (dont Autour de minuit qui remporta un Oscar et fut nommé aux Golden Globes). Il est président de l'Institut Lumière de 1982, année de création de l'Institut, à sa mort.
Il est le père du réalisateur et comédien Nils Tavernier et de la romancière Tiffany Tavernier.

## Biographie

### Origines familiales et débuts
Bertrand René Maurice Tavernier naît le 25 avril 1941 dans le 6e arrondissement de Lyon, de René Tavernier, poète, et de Geneviève Dumond (1918-2002). 
Son père, fondateur de la revue Confluences, publia sous l'Occupation de grandes plumes comme Paul Éluard et Louis Aragon ; ce dernier vécut pendant la Seconde Guerre mondiale avec son épouse Elsa Triolet au premier étage du domicile des Tavernier. Selon Bertrand Tavernier, c'est pour sa mère, Geneviève Dumond, que fut écrit l'un des plus beaux poèmes d'Aragon, Il n'y a pas d'amour heureux. 
Plus tard, en 1965, en tant qu'attaché de presse de Jean-Luc Godard, Bertrand Tavernier invita Aragon à voir Pierrot le Fou dont le poète fit l'éloge à travers un article devenu fameux, « Qu'est ce que l'art, Jean-Luc Godard » dans les Lettres françaises.
Au sujet de son enfance : 

« Mon enfance est à Lyon. Mon premier souvenir d’images — comme je le dis — c’est la libération de Lyon, les fusées, tout ça […] Je me souviens surtout d’une après-midi où mes parents m’avaient emmené sur la terrasse qui dominait Lyon. J’avais trois ans, c’était en septembre 44. Là, j’avais vu plein de fusées éclairantes dans le ciel. Cela marquait l’entrée des troupes américaines ou françaises qui libéraient Lyon. Et quand j’allais au cinéma et que, tout d’un coup, la lumière commençait à éclairer un écran, que le rideau s’ouvrait, je revoyais ces lumières dans le ciel. »

Il découvre le cinéma dans un séjour au sanatorium pour soigner sa tuberculose[Quand ?], le premier film qui le marque est Dernier Atout. Au sujet de cette passion débutante, il déclare en 2016 : « J’avais une enfance difficile, pour des problèmes de santé. Et c’est vrai que le cinéma était une béquille. C’est quelque chose qui m’aidait à vivre. La tuberculose, ça m’empêchait de courir, de marcher. Et donc, pour réagir, il fallait que je rêve à des ciels, à des grands espaces ».
Ses parents quittent Lyon pour Paris en 1950 car René Tavernier est un mauvais gestionnaire et sa revue Confluences ne marche plus,. Comme il le montrera tout sa vie, il n'est jamais vraiment parti de la ville : « Lyon m'a appris un enracinement dans un lieu. Je suis provincial et content de l'être, je ne me sens pas parisien ». Ses parents envoient leur jeune fils trois ans en pension à l'école Saint-Martin-de-France dirigée par la congrégation des Oratoriens où il fait l'expérience du sadisme et de l'humiliation.
Après avoir réussi son baccalauréat à la seconde tentative[réf. nécessaire], il entame des études de droit à la Sorbonne où il fonde avec des amis l'Étrave, revue d'étudiants sur le cinéma. Passionné de cinéma depuis l'âge de douze ans, il a notamment fréquenté la cinémathèque, fondé avec Yves Martin et Bernard Martinand en 1961 un ciné-club, le Nickel Odéon, pour promouvoir le cinéma de genre hollywoodien (westerns, films noirs, comédies musicales). Il commence à gagner sa vie en faisant des piges pour Télérama puis devient critique à Cinéma,.
Il fait ses débuts dans le cinéma comme assistant de Jean-Pierre Melville dans Léon Morin, prêtre, expérience qu'il évoque dans le documentaire Sous le nom de Melville réalisé par Olivier Bohler[réf. nécessaire].
Il est également attaché de presse à plein temps entre 1964 et 1974, notamment pour Stanley Kubrick sur 2001 : l’Odyssée de l’espace (1968), Orange mécanique (1971) et Barry Lyndon (1975). Il a raconté lui avoir envoyé ce télégramme de démission, : « En tant que cinéaste vous êtes un génie, mais dans le travail, vous êtes un crétin » (As a director, a creator, you are a genius, but in the work, you are an imbecile).

### Critique de cinéma, chroniqueur et cinéphile
Comme critique de cinéma, Bertrand Tavernier collabore dans les années 1960 à plusieurs revues : les Cahiers du cinéma, Cinéma, Positif, Présence du cinéma, Fiction, etc[réf. nécessaire]. Pendant ces années-là, il est l'un des premiers à interviewer des réalisateurs étrangers et analyser thématiquement leurs filmographies. Outre les metteurs en scène connus, tels John Ford, Raoul Walsh ou John Huston, il a contribué à faire connaître en France Delmer Daves, André de Toth ou Budd Boetticher (dont il programmait les films avec son ciné-club, le « Nickel Odéon ») et participa, entre autres avec Martin Scorsese, à la redécouverte de l’œuvre de Michael Powell.
Cinéphile passionné, il écrit plusieurs ouvrages importants sur le cinéma américain notamment, 30 ans de cinéma américain et 50 ans de cinéma américain, écrits en collaboration avec Jean-Pierre Coursodon, deux ouvrages considérés comme des références. Il donne également de nombreuses conférences et participe régulièrement à des bonus DVD.
Le 9 mai 2005, il publie grâce à la SACD (société des auteurs et compositeurs dramatiques) et son directeur général Pascal Rogard, sa première chronique sur son blog appelé « dvdblog ». Ces chroniques lui permettent de mettre en avant les films de patrimoine qu'il aime, sortis en DVD ou Blu-ray, ainsi qu'à l'occasion ses coups de cœurs littéraires et musicaux. Il répond et échange par ailleurs dans les commentaires avec de multiples cinéphiles passionnés comme lui constituant ainsi une source unique de discussions et débats sur le cinéma et la cinéphilie. Il tiendra ces chroniques jusqu'à son décès : une dernière chronique posthume qu'il avait lui-même préparée sera d'ailleurs publiée et introduite d'un hommage de la SACD le 26 mars 2021.
En tant que chroniqueur, il participe, en 2006, à la dernière saison de l'émission de radio hebdomadaire Cinéfilms sur France Inter,.
En mars 2015, il accepte d'être parrain de l'émission Printemps du polar diffusée sur Arte. Il s'agit d'un cycle de 12 célèbres polars dont il fait la présentation de six d'entre eux : Serpico, Chinatown, Quai des Orfèvres, Classe tous risques, Pour toi j'ai tué et son propre film L.627.

### Réalisateur et producteur
« Je crois qu'il y a deux types de cinéastes : les grands, qui acceptent les idées des autres, et les pas bons, qui les refusent. »

En 1963, puis en 1964, il réalise un segment pour les films à sketches Les Baisers et La Chance et l'Amour.
Il sort son premier long métrage en 1974, L'Horloger de Saint-Paul, d'après le roman L'Horloger d'Everton de Georges Simenon paru en 1954. Pour l'écriture du scénario, il s'associe à Jean Aurenche et Pierre Bost. Ce premier essai est un succès, le film dépasse le million d'entrées et reçoit le prix spécial du jury durant la Berlinale 1974 ainsi que le prix Prix Louis-Delluc. Le film marque également la première collaboration avec l'acteur Philippe Noiret, ce dernier tournera en tout dans huit films du cinéaste espacés sur 20 ans. Si l'action du roman se déroule aux États-Unis, Tavernier décide de délocaliser son intrigue dans sa ville natale, trouvant que « Lyon est une belle ville, et qu'on ne l'a pas souvent montrée au cinéma », comme il le déclare à la sortie du film et qu'il ne cessera de prouver durant toute sa carrière de réalisateur.  
Son deuxième long métrage, le film historique Que la fête commence... sorti en 1975, montre déjà son envie de parcourir les différents genres du cinéma. Le film parle notamment de la conspiration de Pontcallec durant la Régence. Le cinéaste retrouve Philippe Noiret qui campe Philippe d'Orléans et Jean Rochefort dans le rôle de l’abbé Dubois, tandis que Jean-Pierre Marielle vient compléter le trio dans le rôle du marquis de Pontcallec. Lecteur assidu passionné d'Histoire, il parle de son intérêt pour le Régent : « Ce personnage était en avance sur son temps, et [il] n'a pas eu la force, ni la volonté, ni la possibilité, d'accomplir les choses dont il rêvait. C'est un personnage qui me plaît, parce que je trouve que c'est un personnage prodigieusement moderne ; [il fait partie de ces] gens qui entrevoient un certain nombre de choses, et qui ne peuvent les réaliser ». Le film obtient le prix Méliès, ainsi que plusieurs nominations durant la 1re cérémonie des César. Parmi les quatre Césars glanés, Bertrand Tavernier remporte celui du meilleur réalisateur et partage celui du meilleur scénario original ou adaptation avec Jean Aurenche.
La même année, il fonde sa société de production Little Bear.
En 1976, Bertrand Tavernier réalise le film de procès Le Juge et l'Assassin, inspiré de la vie du tueur en série Joseph Vacher. Si Tavernier retrouve Philippe Noiret dans le rôle du juge, l'assassin est quant à lui campé par Michel Galabru. Durant la 2e cérémonie des César, ce dernier est sacré dans la catégorie du meilleur acteur, tandis que la paire Bertrand Tavernier-Jean Aurenche remporte une nouvelle fois le César du meilleur scénario original ou adaptation,.
En 1977, il sort son quatrième film Des enfants gâtés. Le film narre le combat de locataires injustement expulsés par un propriétaire avare, l'un d'entre eux étant un cinéaste fraîchement arrivé qui essaye d'écrire un scénario et qui est interprété par Michel Piccoli. Le point de départ de l'intrigue vient de l'expérience même du réalisateur qui a, un jour, crée un comité de locataires après avoir été expulsé pour avoir révélé des irrégularités. Il explique également le changement de cadre par rapport à ses précédents films : « Je sortais de deux films historiques, j'avais envie d'un sujet contemporain, d'abord parce qu'à chaque fois j'ai envie de changer, et aussi parce que j'en avais marre de cauchemarder sur les antennes de télé, les extérieurs gâchés par les pylônes et les poteaux télégraphiques. Après deux sujets très vastes, j'avais aussi envie de quelque chose d'intime et qui soit proche de moi. ». 
Il développe les thématiques du film : « Je voulais qu’il y ait la même liberté et la même profusion de Que la fête commence, et pas toujours liés à des péripéties fortes. J’étais très influencé à l’époque par la manière dont John Dos Passos casse parfois ses récits : il interrompt la narration principale par ce qu’il appelle « camera obscura », des détails de la vie quotidienne, un article de journal, etc. Je voulais essayer cela, multiplier les échappées du récit : les enfants qu’on essaye de soigner, plus largement la situation urbanistique, des impressions que j’avais de Paris, plutôt négatives et j’avais raison. À l’époque, c’était le début de cette politique urbanistique qui a consisté à détruire des quartiers populaires. On transformait Paris en une ville de bureaux, dont le premier symbole est l’établissement des tours de la Défense, qui a vidé un quartier de sa vie et de son passé. C’était le début de la spéculation immobilière, c’était la destruction des Halles, l’un des grands crimes urbanistiques commis par Chirac et consorts. Et on est arrivés au Paris d’aujourd’hui, où il n’y a plus d’artisan. Je voulais raconter cette transformation à travers des gens appartenant une petite classe moyenne, des gens qui ont une forme de confort, ils sont « gâtés » par rapport à d’autres, mais ils sont aussi traités comme des moins que rien. Les locataires n’avaient aucun droit, les lois ont changé cela depuis. ». Le tournage dure moins d'un mois et le budget est faible : « Une partie du souvenir un peu déstabilisant, c’est qu’on ne tournait que dans des décors sinistres, enfin disons, pas visuellement transcendant. Je sortais de films avec des extérieurs splendides, ceux du Juge et l’Assassin éclairés par Pierre-William Glenn. Là j’avais des F2, des F4, on était entassés dans des appartements sinistres, au bout d’un moment on n’en pouvait plus. ».

En 1980, Bertrand Tavernier s'aventure dans un environnement qui lui est encore inconnu, à savoir celui de la science-fiction avec le film La Mort en direct qu'il coécrit avec David Rayfiel (en) et qu'il tourne l'année d'avant en Écosse. Dédié à Jacques Tourneur et adapté du roman The Unsleeping Eye (en) de David Guy Compton, le film traite notamment du voyeurisme et du « pouvoir de l'image » par le biais de la télévision. La distribution est internationale avec la notable présence de la germano-française Romy Schneider et de l'américain Harvey Keitel dans les rôles principaux.

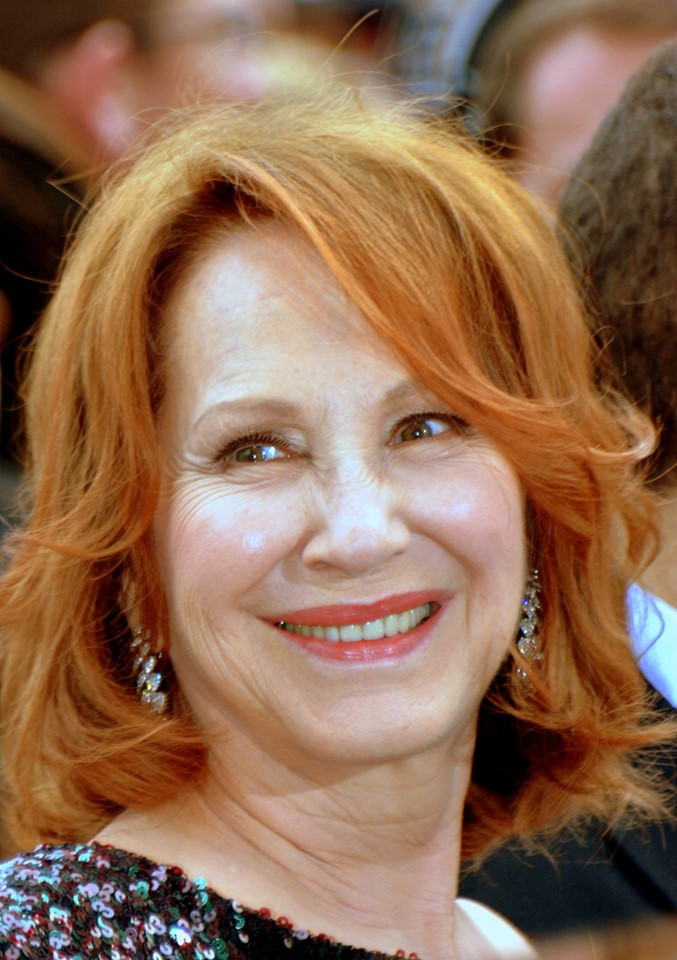
En 1980, Nathalie Baye interprète une enseignante en plein doute dans Une semaine de vacances.

La même année, Bertrand Tavernier tente de raconter le mal-être enseignant dans Une semaine de vacances. La genèse du film vient de l'envie du cinéaste d'adapter le livre Je suis comme une truie qui doute de l'ancien professeur Claude Duneton. Afin d'éviter le biopic et souhaitant marquer son intrigue dans le présent, le protagoniste devient une femme inspiré par une homologue conseillée par l'auteur, Marie-Françoise Hans, qui explique au réalisateur « ce moment de découragement qui leur [les enseignants] fait perdre le goût d’enseigner et ressentir ce besoin irrépressible de prendre un congé pour s’éloigner de l’école »
. Si cette dernière est rattachée au scénario, Bertrand Tavernier demande  également à Colo Tavernier, sa femme de l'époque avec laquelle il vient de se séparer, de débuter comme scénariste. Au sujet des divers parallèles entre lui et le premier rôle joué par Nathalie Baye, Tavernier déclare en 2020 : « Je me retrouvais totalement dans cette femme qui a soudain peur d’affronter les élèves. Cette angoisse ressemble à celle que je peux avoir sur un plateau. Est-ce que je vais savoir diriger la scène ? Est-ce que je vais être à la hauteur ? Est-ce que je vais réussir à ne pas être débordé ? Est-ce que ce que je suis en train de faire va intéresser des gens ? C’est sans doute l’une des raisons pour lesquelles on croise autant de professeurs et d’instituteurs dans mes films. ». Le  Rhodanien tourne de nouveau au sein de sa ville natale afin de « retrouver des racines nationales, culturelles, des racines locales et régionales [...] revenir vers Lyon, vers l'enfance, de me refaire une cuirasse de protection. ». Il en profite pour faire réapparaitre à l'écran le personnage de Michel Descombes du film L'Horloger de Saint-Paul, toujours joué par Philippe Noiret, ainsi que Michel Galabru qui puise ici dans son passé de cancre.
À partir de 1982, il devient le président de l'Institut Lumière créée la même année à Lyon, Bernard Chardère en étant le directeur.  
En 2013, il sort son dernier long métrage de fiction, à savoir Quai d'Orsay, d'après la bande dessinée de Christophe Blain et Abel Lanzac. Le film est un succès critique en France ainsi qu'à l'international,.
En 2016, il sort le documentaire Voyage à travers le cinéma français de plus de 3h10, dans lequel il revient sur le cinéma français. Pour Télérama, il revient sur la nécessité de montrer ce genre de documentaire : « Aujourd'hui, tout se passe comme si on avait peur ou honte de parler de ce qu'on a fait de bien. C'est vrai en littérature, et probablement dans tous les arts. Mais c'est encore plus net au cinéma, qui passe pour ringard aux yeux des jeunes. Alors qu'il leur suffirait de voir quelques minutes de Toni, avec tous les étrangers qui arrivent à la frontière, pour les convaincre de son actualité. Seulement, voilà : cela fait longtemps que tout le monde a renoncé à transmettre, à informer. Surtout à la télé : le service public a totalement lâché le cinéma. C'est lamentable. Je voulais aussi rappeler à mes confrères, et aux spectateurs, que les neuf dixièmes des cinéastes dont je parle se sont battus contre la bêtise de la censure. Si je fais des films, si Olivier Assayas fait des films, si Arnaud Desplechin fait des films, librement, c'est parce qu'avec son foutu caractère et, hélas, plus tard, son penchant pour l'extrême droite, Claude Autant-Lara a menacé de procès le producteur du Diable au corps (1947) et a gagné le droit au montage final, dont nous profitons tous. Enfin et surtout, je fais mienne la formule de Victor Hugo : « Il y a, dans l'admiration, quelque chose de réconfortant. » J'adore admirer… ». Dans la même veine, il conçoit la série documentaire Voyages à travers le cinéma français, composée de huit épisodes de 52 minutes qui sont diffusés sur la chaine France 5.

### Contre la coupure publicitaire
En 1986, Bertrand Tavernier prend la tête d'un mouvement de contestation composé de réalisateurs. Afin de protester contre le « saucissonnage des films » par la publicité sur La Cinq, il renvoie sa médaille de chevalier des Arts et des Lettres.
À la suite des élections législatives de mars 1986, la droite revient au pouvoir. La Cinq est autorisée à continuer à émettre mais doit immédiatement cesser de diffuser des films de cinéma. Dès le dimanche 20 avril, un téléfilm remplace le film prévu et les films programmés ultérieurement voient leur case réattribuée à des séries ou téléfilms. Pour pallier ce manque de longs métrages, la chaîne achète des mini-séries de prestige . En décembre de la même année, La Cinq est autorisée, de nouveau, à diffuser des films de cinéma.
En 1992, il dit avoir été blacklisté par La Cinq et TF1 :

« Au départ La Cinq est tellement mal née (...) Elle a été conçue dans des conditions imbéciles, et vous payez les conditions de sa naissance (...) J'ai été interdit sur La Cinq. J'ai eu aucun de mes films produits, parce que je m'étais battu contre les coupes publicitaires (...) Donc je m'en fous de la chaîne. Puisque les gens m'ont carrément dit, comme sur la Une et sur La Cinq, étant donné que vous vous êtes battus contre la coupure publicitaire (...) Y'a même pas à envoyer les scénarios. »

— Bertrand Tavernier dans Les coulisses de La Cinq le 13 janvier 1992,

### Procès de Jean-Claude Brisseau
Auditionné lors du procès de Jean-Claude Brisseau pour harcèlement sexuel, Bertrand Tavernier met en cause les essais organisés par ce dernier avec des comédiennes pour préparer son film Choses secrètes. L'actrice Noémie Kocher, plaignante, se confie auprès de lui et indique avoir « trouvé une épaule très réconfortante »,.

### Vie privée
Bertrand Tavernier est le père du comédien et réalisateur Nils Tavernier et de la scénariste et romancière Tiffany Tavernier, tous deux issus de son mariage avec Colo Tavernier. Volker Schlöndorff est devenu le parrain de son fils : il avait connu Tavernier lorsqu'ils fréquentaient tous deux le lycée Henri-IV à Paris.
En 2005, Bertrand Tavernier épouse en secondes noces Sarah Tavernier.

### Mort
Depuis son enfance, Bertrand Tavernier est un hôte assidu de Sainte-Maxime dans le Var, résidant dans la villa familiale, où il meurt le 25 mars 2021, d'une pancréatite dont il est atteint depuis quelques années. Ses obsèques ont lieu le 30 mars dans l'intimité familiale, suivies de la crémation puis de l'inhumation dans le cimetière de la ville.

## Hommages
- En 1998, la toute nouvelle salle du cinéma municipal du Buisson-de-Cadouin Louis Delluc (né à Cadouin) est baptisée en son nom et en sa présence.
- En février 2012, il est choisi pour présider la deuxième cérémonie des Magritte du cinéma, qui récompense le cinéma belge.
- Le 28 février 2013, il est invité pour une journée spéciale sur France Musique.
- En mars 2013, il est le parrain des 50 ans des cinémas Studio à Tours, le plus grand complexe de cinémas indépendants « art et essai » de France.
- Il est représenté sur la Fresque des Lyonnais située dans le 1er arrondissement de Lyon.
- Le 6 juin 2024, le Collège du Tonkin, situé dans le quartier Charpennes-Tonkin de Villeurbanne, est rebaptisé en son honneur, Collège du cinéma-Bertrand Tavernier[55],[56]. La station terminus de la ligne de bus numéro 69 est aussi renommée Collège Bertrand Tavernier.

## Filmographie
Il se démarque des réalisateurs de sa génération par la volonté de redonner une place primordiale à une narration passée à la trappe à la fin des années 1950. Il redonne ainsi leur chance à de grands scénaristes et dialoguistes restés sur le bord du chemin, principalement à Jean Aurenche et Pierre Bost (les « bêtes noires », avec le réalisateur Claude Autant-Lara, de François Truffaut dans son fameux article « Une certaine tendance du cinéma français »).
Grand cinéphile, il fait redécouvrir des auteurs comme Jean Devaivre dont il adapte l'autobiographie dans son film Laissez-passer. Si son goût le porte parfois vers les films à costumes, il ne s'éloigne jamais des préoccupations contemporaines et son art reste profondément enraciné dans notre époque.
Tavernier exprime, au gré de ses films, son aversion contre les injustices, son engagement contre la guerre, le racisme, les côtés sombres du colonialisme, la peine de mort et son combat contre les travers de nos sociétés contemporaines : délinquance, violence, chômage, misères physique et affective, voyeurisme, drogue, sida[réf. nécessaire], etc.,,,.
Certains longs métrages plus apaisés ou nostalgiques sont, à plusieurs reprises, imprégnés de la figure du père ou du temps qui passe et que l'on ne peut retenir (Un dimanche à la campagne, Daddy nostalgie).
Pour le réalisateur, la musique n'est jamais comme plaquée et fait toujours corps avec l'image. Dans ses premiers films tout particulièrement, une importante scène musicale ponctue le film et annonce un drame imminent : un chanteur des rues (Le Juge et l'Assassin), la scène de la guinguette (Un dimanche à la campagne), etc.
Ses amitiés et fidélités professionnelles donnent aussi un certain ton à son cinéma : les scénaristes Jean Aurenche et Pierre Bost, mais aussi le producteur Alain Sarde et son frère le compositeur Philippe Sarde. Pour la musique, on peut également citer l'auteur-compositeur-interprète Marc Perrone mais aussi Antoine Duhamel. Devant sa caméra, on retrouve fréquemment les acteurs et actrices Philippe Noiret, Philippe Torreton et Charlotte Kady, puis plus tard, Jacques Gamblin,,,.
Paradoxalement, sa filmographie, aux sujets et aux traitements très divers, reste tiraillée entre sa défense pour un cinéma français fort et indépendant et sa fascination pour une certaine culture nord-américaine[réf. nécessaire].
Producteur, sa société se nomme Little Bear, il exerce aussi des activités associatives comme celle de président de l'institut Lumière à Lyon,.

### Réalisateur

#### Cinéma
- 1964 : Les Baisers, segment Baiser de Judas
- 1964 : La Chance et l'Amour, segment Une chance explosive
- 1974 : L'Horloger de Saint-Paul
- 1975 : Que la fête commence...
- 1976 : Le Juge et l'Assassin
- 1977 : Des enfants gâtés
- 1980 : La Mort en direct
- 1980 : Une semaine de vacances
- 1981 : Coup de torchon
- 1983 : Ciné Citron (court métrage)
- 1983 : La 800e Génération (court métrage)
- 1983 : Pays d'octobre (Mississippi Blues) (documentaire)
- 1984 : Un dimanche à la campagne
- 1986 : Autour de minuit (Round Midnight)
- 1987 : La Passion Béatrice
- 1989 : La Vie et rien d'autre
- 1990 : Daddy nostalgie
- 1991 : Contre l'oubli, segment Pour Aung San Suu Kyi, Myanmar (documentaire)
- 1992 : La Guerre sans nom (documentaire)
- 1992 : L.627
- 1994 : La Fille de d'Artagnan
- 1995 : L'Appât
- 1996 : Capitaine Conan
- 1999 : Ça commence aujourd'hui
- 2001 : Histoires de vies brisées : Les « double peine » de Lyon (documentaire)
- 2002 : Laissez-passer
- 2004 : Holy Lola
- 2009 : Dans la brume électrique (In the Electric Mist)
- 2010 : La Princesse de Montpensier
- 2013 : Quai d'Orsay
- 2016 : Voyage à travers le cinéma français (documentaire)

#### Télévision
- 1982 : Philippe Soupault
- 1988 : Lyon, le regard intérieur
- 1996 : La Lettre
- 1997 : De l'autre côté du périph (documentaire co-réalisé avec Nils Tavernier)
- 2001 : Les Enfants de Thiès
- 2017 : Voyages à travers le cinéma français (série documentaire pour France 5)

### Scénariste
- 1967 : Coplan ouvre le feu à Mexico de Riccardo Freda
- 1968 : Capitaine Singrid de Jean Leduc
- 1974 : L'Horloger de Saint-Paul
- 1975 : Que la fête commence...
- 1976 : Le Juge et l'Assassin
- 1977 : Des enfants gâtés
- 1980 : La Mort en direct
- 1980 : Une semaine de vacances
- 1981 : Coup de torchon
- 1983 : La 800e Génération (court métrage)
- 1983 : Pays d'octobre
- 1983 : La Trace  de Bernard Favre
- 1984 : Un dimanche à la campagne
- 1986 : Autour de minuit
- 1987 : Les mois d'avril sont meurtriers  de Laurent Heynemann
- 1989 : La Vie et rien d'autre
- 1991 : Der grüne Berg de Fredi Murer
- 1992 : La Guerre sans nom
- 1992 : L.627
- 1994 : La Fille de d'Artagnan
- 1995 : L'Appât
- 1996 : Capitaine Conan
- 1999 : Ça commence aujourd'hui
- 2001 : Mon père, il m'a sauvé la vie de José Giovanni
- 2004 : Holy Lola
- 2008 : Lucifer et moi de Jean-Jacques Grand-Jouan
- 2010 : La Princesse de Montpensier
- 2013 : Quai d'Orsay

### Dialoguiste
- 1990 : Daddy nostalgie

### Production
- 1977 : La Question de Laurent Heynemann (coproducteur)
- 1980 : La Mort en direct (coproducteur)
- 1983 : Pays d'octobre (Mississippi Blues) (producteur)
- 1983 : La Trace de Bernard Favre (producteur associé)
- 1984 : Un dimanche à la campagne (producteur)
- 1994 : Veillées d'armes de Marcel Ophüls (producteur)
- 1997 : Fred de Pierre Jolivet (producteur exécutif)
- 2001 : Pas d'histoires (recueil de courts métrages) (producteur)

### Acteur ou intervenant
- 1963 : La Boulangère de Monceau d'Éric Rohmer : le jeune homme / le narrateur
- 1969 : Tout peut arriver de Philippe Labro : un spectateur dans le public à la cinémathèque
- 1992 : Gershwin d'Alain Resnais
- 1992 : François Truffaut : Portraits volés de Michel Pascal et Serge Toubiana
- 1992 : Les demoiselles ont eu 25 ans d’Agnès Varda
- 1995 : L'Univers de Jacques Demy d’Agnès Varda
- 1995 : The Making of an Englishman de Kevin Macdonald (téléfilm)
- 1997 : Quand le chat sourit de Sabine Azéma (téléfilm)
- 2002 : Claude Sautet ou la Magie invisible de N. T. Binh
- 2008 : Sous le nom de Melville d'Olivier Bohler
- 2010 : Jean Aurenche, écrivain de cinéma d'Alexandre Hilaire et Yacine Badday
- 2013 : Quai d'Orsay de lui-même : un journaliste de télévision
- 2016 : Voyage à travers le cinéma français (documentaire) de lui-même : narrateur
- 2017 : La Continental : le mystère Greven de Claudia Collao, sur Alfred Greven, que Tavernier évoque dans Laissez-passer (documentaire télévision)

## Publications
En 1970, Bertrand Tavernier publie avec Jean-Pierre Coursodon 30 ans de cinéma américain (éd. C.I.B.), qui est considéré par beaucoup de cinéphiles comme la bible française sur ce sujet. L'ouvrage connaît une nouvelle édition en 1991 sous le titre 50 ans de cinéma américain (éd. Nathan), puis est révisé et mis à jour en 1995 (éd. Nathan, coll. « Omnibus ») sous le même titre. Lors des rééditions, les notules de la précédente édition sont conservées, avec des évolutions en fonction de l'évolution de la filmographie, de la disponibilité en vidéo ainsi que de nombreuses réévaluations critiques, surtout sur le trio très éreinté George Stevens-William Wyler-Fred Zinnemann.
En décembre 2012, il annonce dans les commentaires de son blog préparer une troisième édition sous le titre de 70 ans de cinéma américain. Le projet change et devient 100 ans de cinéma américain qui est annoncé après son décès comme devant être publié début 2022 par Thierry Frémaux aux éditions Actes Sud.
En 2013, il crée et dirige par ailleurs chez Actes Sud une nouvelle collection appelée L'Ouest, le vrai. Il s'agit d'une collection de romans permettant de faire découvrir au grand public les véritables origines des westerns les plus connus comme La Captive aux yeux clairs et L'Aventurier du Rio Grande à travers des auteurs qu'il remet en avant... Il la présente ainsi : « La série L'Ouest, le vrai veut faire redécouvrir ces auteurs aujourd'hui oubliés ou méconnus (du moins en France), dans des traductions inédites. Tout à la fois films et livres, j'ai choisi ces romans pour l'originalité avec laquelle ils racontent cette époque, pour leur fidélité aux événements historiques, pour leurs personnages attachants, le suspense qu’ils créent… mais aussi pour leur art d'évoquer des paysages si divers dont leurs auteurs sont amoureux : Dakota, Oregon, Texas, Arizona, Utah, Montana… l'Ouest, le vrai, quel irrésistible dépaysement !... ». Il en assure pour chacun des romans la préface ou la postface. La collection atteint une vingtaine de titres dont le dernier de son vivant est publié en début d'année 2021 : Les Pionniers d'Ernest Haycox. Cette parution sera l'occasion de sa dernière apparition médiatique dans un petit documentaire réalisé par Arte en janvier 2021.
En novembre 2024, l'Institut Lumière et Actes Sud sortent ses mémoires sous l'intitulé Mémoires interrompus, dont il avait entamé l'écriture début 2020 et poursuivi l'écriture jusqu'à sa mort en 2021. Les dernières lignes concernent l'élaboration de son film Un dimanche à la campagne. Thierry Frémaux décide de sortir ces textes tels que rédigés initialement, accompagnant le livre d'une préface et la femme de Bertrand Tavernier, Sarah, complétant l'ouvrage d'une postface.

### Ouvrages
- Avec Jean-Pierre Coursodon, 30 ans de cinéma américain, Paris, éditions C.I.B., 1970, 675 p.
- Avec Jean-Pierre Coursodon, 50 ans de cinéma américain, Paris, éditions Nathan, 1991, 1246 p.  (ISBN 2-09-241002-4) ; nouvelle éd. revue et enrichie, Paris, Omnibus, 1993
- Qu'est-ce qu'on attend ?, Paris, éditions du Seuil, 1993, 259 p. (ISBN 978-2-02-020301-2)
- Amis américains : entretiens avec les grands auteurs d'Hollywood, coédition Institut Lumière/Actes Sud, 1993, 828 p.  (ISBN 2-7427-0056-0) ; nouvelle éd. revue et enrichie, établie par Thierry Frémaux, 2019  (ISBN 978-2-7427-6394-8)
- Avec Dominique Sampiero et Tiffany Tavernier, Ça commence aujourd'hui, Paris, éditions Mango, 1999, 97 p. (ISBN 978-2-84270-135-2)
- Avec Patrick Rotman, La Guerre sans nom : les appelés d'Algérie 54-62, Paris, éditions du Seuil, 2001, 305 p. (ISBN 978-2-02-014620-3)
- Avec Michel Mercier, La Vie en couleur ! : centenaire de l'Autochrome Lumière, plaques autochromes Lumière 1904-1935, Lyon, France, institut Lumière, 2004, 56 p. (ISBN 978-2-909870-02-1)
- Pas à pas dans la brume électrique, Paris, éditions Flammarion, 2009, 267 p. (ISBN 978-2-08-123311-9)
- La Princesse de Montpensier, Paris, éditions Flammarion, 2010 (ISBN 978-2-08-124588-4)
- Avec Noël Simsolo, Le Cinéma dans le sang, Paris : Écriture, coll. « Essais et entretiens », 2011
- L'amour du cinéma m'a permis de trouver une place dans l'existence : post-scriptum à "Amis américains", conversation avec Thierry Frémaux, Arles, Actes Sud / Lyon, institut Lumière, 2019  (ISBN 978-2-330-13145-6) Entretien réalisé à Paris à l'occasion de la réédition d'Amis américains en octobre 2019.

- Mémoires interrompus, Arles, Actes Sud/Lyon, institut Lumière, 2024, 544 p.  (ISBN 233019028X)

### Articles
Bertrand Tavernier a publié de nombreux articles et entretiens tout au long de sa carrière, dans des revues telles que Présence du cinéma, Cinéma, les Cahiers du cinéma et Positif. Il confie à cette dernière un ultime texte en hommage à son ami et comédien Didier Bezace au printemps 2020,.
- « Au-delà du périph' »[69], Sociétés & Représentations, 1/2004, no 17, p. 335-342

## Distinctions
| Cérémonie                                                             | Année | Catégorie                                                                                      | Film                                           | Statut  | Source |
| --------------------------------------------------------------------- | ----- | ---------------------------------------------------------------------------------------------- | ---------------------------------------------- | ------- | ------ |
| César                                                                 | 1976  | Meilleur film                                                                                  | Que la fête commence...                        | Nommé   | [ 70 ] |
| César                                                                 | 1976  | Meilleure réalisation                                                                          | Que la fête commence...                        | Lauréat | [ 70 ] |
| César                                                                 | 1976  | Meilleur scénario original ou adaptation (conjointement avec Jean Aurenche)                    | Que la fête commence...                        | Lauréat | [ 70 ] |
| César                                                                 | 1977  | Meilleur film                                                                                  | Le Juge et l'Assassin                          | Nommé   | [ 70 ] |
| César                                                                 | 1977  | Meilleure réalisation                                                                          | Le Juge et l'Assassin                          | Nommé   | [ 70 ] |
| César                                                                 | 1977  | Meilleur scénario original ou adaptation (conjointement avec Jean Aurenche)                    | Le Juge et l'Assassin                          | Lauréat | [ 70 ] |
| César                                                                 | 1981  | Meilleur scénario original ou adaptation (conjointement avec David Rayfiel)                    | La Mort en direct                              | Nommé   | [ 70 ] |
| César                                                                 | 1982  | Meilleur film                                                                                  | Coup de torchon                                | Nommé   | [ 70 ] |
| César                                                                 | 1982  | Meilleure réalisation                                                                          | Coup de torchon                                | Nommé   | [ 70 ] |
| César                                                                 | 1982  | Meilleur scénario original ou adaptation (conjointement avec Jean Aurenche)                    | Coup de torchon                                | Nommé   | [ 70 ] |
| César                                                                 | 1985  | Meilleur film                                                                                  | Un dimanche à la campagne                      | Nommé   | [ 70 ] |
| César                                                                 | 1985  | Meilleure réalisation                                                                          | Un dimanche à la campagne                      | Nommé   | [ 70 ] |
| César                                                                 | 1985  | Meilleure adaptation (conjointement avec Colo Tavernier)                                       | Un dimanche à la campagne                      | Lauréat | [ 70 ] |
| César                                                                 | 1990  | Meilleur film                                                                                  | La Vie et rien d'autre                         | Nommé   | [ 70 ] |
| César                                                                 | 1990  | Meilleure réalisation                                                                          | La Vie et rien d'autre                         | Nommé   | [ 70 ] |
| César                                                                 | 1990  | Meilleure scénario original ou adaptation (conjointement avec Jean Cosmos)                     | La Vie et rien d'autre                         | Nommé   | [ 70 ] |
| César                                                                 | 1993  | Meilleur film                                                                                  | L.627                                          | Nommé   | [ 70 ] |
| César                                                                 | 1993  | Meilleure réalisation                                                                          | L.627                                          | Nommé   | [ 70 ] |
| César                                                                 | 1993  | Meilleur scénario original ou adaptation (conjointement avec Michel Alexandre)                 | L.627                                          | Nommé   | [ 70 ] |
| César                                                                 | 1997  | Meilleur film                                                                                  | Capitaine Conan                                | Nommé   | [ 70 ] |
| César                                                                 | 1997  | Meilleure réalisation                                                                          | Capitaine Conan                                | Lauréat | [ 70 ] |
| César                                                                 | 1997  | Meilleur scénario original ou adaptation (conjointement avec Jean Cosmos)                      | Capitaine Conan                                | Nommé   | [ 70 ] |
| César                                                                 | 2011  | Meilleure adaptation (conjointement avec Jean Cosmos et François-Olivier Rousseau)             | La Princesse de Montpensier                    | Nommé   | [ 70 ] |
| César                                                                 | 2014  | Meilleure adaptation (conjointement avec Antonin Baudry et Christophe Blain)                   | Quai d'Orsay                                   | Nommé   | [ 70 ] |
| César                                                                 | 2017  | Meilleur film documentaire                                                                     | Voyage à travers le cinéma français            | Nommé   | [ 70 ] |
| Oscars                                                                | 1983  | Meilleur film en langue étrangère                                                              | Coup de torchon                                | Nommé   | [ 71 ] |
| BAFTA                                                                 | 1985  | Meilleur film en langue étrangère                                                              | Un dimanche à la campagne                      | Nommé   | [ 72 ] |
| BAFTA                                                                 | 1990  | Meilleur film en langue étrangère                                                              | La Vie et rien d'autre                         | Lauréat | [ 73 ] |
| Festival de Cannes                                                    | 1980  | Palme d'or                                                                                     | Une semaine de vacances                        | Nommé   | [ 74 ] |
| Festival de Cannes                                                    | 1984  | Palme d'or                                                                                     | Un dimanche à la campagne                      | Nommé   | [ 75 ] |
| Festival de Cannes                                                    | 1984  | Prix de la mise en scène                                                                       | Un dimanche à la campagne                      | Lauréat | [ 75 ] |
| Festival de Cannes                                                    | 1990  | Palme d'or                                                                                     | Daddy nostalgie                                | Nommé   | [ 76 ] |
| Festival de Cannes                                                    | 2010  | Palme d'or                                                                                     | La Princesse de Montpensier                    | Nommé   | [ 77 ] |
| Festival de Cannes                                                    | 2016  | L'Œil d'or                                                                                     | Voyage à travers le cinéma français            | Nommé   |        |
| Berlinale                                                             | 1974  | Ours d'or                                                                                      | L'Horloger de Saint-Paul                       | Nommé   | [ 78 ] |
| Berlinale                                                             | 1974  | Grand prix du jury                                                                             | L'Horloger de Saint-Paul                       | Lauréat | [ 79 ] |
| Berlinale                                                             | 1980  | Ours d'or                                                                                      | La Mort en direct                              | Nommé   |        |
| Berlinale                                                             | 1995  | Ours d'or                                                                                      | L'Appât                                        | Lauréat | [ 80 ] |
| Berlinale                                                             | 1999  | Ours d'or                                                                                      | Ça commence aujourd'hui                        | Nommé   | [ 81 ] |
| Berlinale                                                             | 1999  | Prix FIPRESCI                                                                                  | Ça commence aujourd'hui                        | Lauréat |        |
| Berlinale                                                             | 1999  | Prix du jury œcuménique                                                                        | Ça commence aujourd'hui                        | Lauréat |        |
| Berlinale                                                             | 1999  | Mention honorable                                                                              | Ça commence aujourd'hui                        | Lauréat | [ 82 ] |
| Berlinale                                                             | 2002  | Ours d'or                                                                                      | Laissez-passer                                 | Nommé   | [ 83 ] |
| Berlinale                                                             | 2009  | Ours d'or                                                                                      | Dans la brume électrique                       | Nommé   | [ 84 ] |
| Mostra de Venise                                                      | 1986  | Lion d'or                                                                                      | Autour de minuit                               | Nommé   | [ 85 ] |
| Mostra de Venise                                                      | 1986  | Prix Pasinetti                                                                                 | Autour de minuit                               | Lauréat |        |
| Mostra de Venise                                                      | 1992  | Lion d'or                                                                                      | L.627                                          | Nommé   | [ 86 ] |
| Mostra de Venise                                                      | 2015  | Lion d'or pour l'ensemble de la carrière                                                       |                                                | Lauréat | [ 87 ] |
| Syndicat français de la critique de cinéma et des films de télévision | 1975  | Prix du meilleur film français                                                                 | Que la fête commence...                        | Lauréat | [ 13 ] |
| Syndicat français de la critique de cinéma et des films de télévision | 1981  | Prix du meilleur film français                                                                 | Coup de torchon                                | Lauréat | [ 13 ] |
| Syndicat français de la critique de cinéma et des films de télévision | 1996  | Prix du meilleur film français                                                                 | Capitaine Conan                                | Lauréat | [ 13 ] |
| Prix Louis-Delluc                                                     | 1973  |                                                                                                | L'Horloger de Saint-Paul                       | Lauréat | [ 88 ] |
| Lumières de la presse internationale                                  | 2014  | Meilleur film                                                                                  | Quai d'Orsay                                   | Nommé   |        |
| Lumières de la presse internationale                                  | 2014  | Meilleure mise en scène                                                                        | Quai d'Orsay                                   | Nommé   |        |
| Lumières de la presse internationale                                  | 2014  | Meilleur scénario (conjointement avec Antonin Baudry et Christophe Blain)                      | Quai d'Orsay                                   | Nommé   |        |
| Lumières de la presse internationale                                  | 2017  | Meilleur documentaire                                                                          | Voyage à travers le cinéma français            | Lauréat | [ 89 ] |
| Prix de l'Académie française                                          | 1990  | Prix Jean-Le-Duc                                                                               | Pour l'ensemble de son œuvre cinématographique | Lauréat | [ 90 ] |
| Prix de l'Académie française                                          | 2009  | Prix René-Clair                                                                                | Pour l'ensemble de son œuvre cinématographique | Lauréat | [ 90 ] |
| Festival international du film de Saint-Sébastien                     | 1996  | Coquille d'or                                                                                  | Capitaine Conan                                | Nommé   |        |
| Festival international du film de Saint-Sébastien                     | 1996  | Prix FIPRESCI                                                                                  | Capitaine Conan                                | Lauréat | [ 91 ] |
| Festival international du film de Saint-Sébastien                     | 1996  | Prix de la solidarité                                                                          | Capitaine Conan                                | Lauréat | [ 91 ] |
| Festival international du film de Saint-Sébastien                     | 1999  | Prix du public                                                                                 | Ça commence aujourd'hui                        | Lauréat | ,      |
| Festival international du film de Saint-Sébastien                     | 2005  | Prix TCM du public                                                                             | Holy Lola                                      | Lauréat | ,      |
| Festival international du film de Saint-Sébastien                     | 2013  | Coquille d'or                                                                                  | Quai d'Orsay                                   | Nommé   | [ 95 ] |
| Festival international du film de Saint-Sébastien                     | 2013  | Prix du jury pour le meilleur scénario (conjointement avec Antonin Baudry et Christophe Blain) | Quai d'Orsay                                   | Lauréat | ,      |

### Documentation académique
- Magali Lunel, sous la direction de Pascal Ory. Bertrand Tavernier, témoin de son temps. Mémoire de maîtrise en histoire sociale. Université Paris 1, CRHMSS, 1999, 186 pages.

#### Bases de données et notices
- Ressources relatives à l'audiovisuel :   - AllMovie
  - Allociné
  - American Film Institute
  - British Film Institute
  - César du cinéma
  - Ciné-Ressources
  - Filmportal
  - IMDb
  - Rotten Tomatoes
  - Unifrance
- Ressources relatives aux beaux-arts :   - Museum of Modern Art
  - Union List of Artist Names
- Ressources relatives à plusieurs domaines :   - Metacritic
  - Radio France
- Ressources relatives à la musique :   - Discogs
  - MusicBrainz
- Ressource relative à la recherche :   - Canal-U
- Notices dans des dictionnaires ou encyclopédies généralistes :   - Brockhaus
  - Deutsche Biographie
  - Enciclopedia italiana
  - Gran Enciclopèdia Catalana
  - Hrvatska Enciklopedija
  - Internetowa encyklopedia PWN
  - Nationalencyklopedin
  - Munzinger
  - Store norske leksikon
  - Treccani
  - Universalis
  - Visuotinė lietuvių enciklopedija
- Notices d'autorité :   - VIAF
  - ISNI
  - BnF (données)
  - IdRef
  - LCCN
  - GND
  - Italie
  - Japon
  - CiNii
  - Espagne
  - Belgique
  - Pays-Bas
  - Pologne
  - Israël
  - NUKAT
  - Catalogne
  - Australie
  - Norvège